# Melaleuca aestuosa
Melaleuca aestuosa är en myrtenväxtart som beskrevs av Johann Georg Adam Forster. Melaleuca aestuosa ingår i släktet Melaleuca och familjen myrtenväxter. Inga underarter finns listade i Catalogue of Life.